# 1152年
| 千纪： | 2千纪 |
| 世纪： | 11世纪 \| 12世纪 \| 13世纪                                                                                           |
| 年代： | 1120年代 \| 1130年代 \| 1140年代 \| 1150年代 \| 1160年代 \| 1170年代 \| 1180年代                                     |
| 年份： | 1147年 \| 1148年 \| 1149年 \| 1150年 \| 1151年 \| 1152年 \| 1153年 \| 1154年 \| 1155年 \| 1156年 \| 1157年           |
| 纪年： | 壬申年（猴年）；西夏天盛四年；大理大宝四年；金天德四年；西辽绍兴二年；南宋紹興二十二年；越南大定十三年；日本仁平二年 |

## 大事记
- 3月9日，腓特烈一世加冕為神聖羅馬帝國皇帝。

## 逝世
- 康拉德三世（1093年－1152年，59岁），德意志國王